# Gimonäs Umeå Idrottsförening
Gimonäs Umeå Idrottsförening (GUIF) är en tidigare sektion av Gimonäs CK, som brutit sig ur och blivit en egen klubb. Föreningen är en av Umeås stora idrottsklubbar och hade 1363 registrerade medlemmar vid årsskiftet 2009/2010. Det är också Västerbottens största innebandyförening sett till antal utövare.

## Historia
År 2002 delades dåvarande Gimonäs CK som bland annat hade ett herrlag i fotboll som då spelade i division 2 och så sent som 1996 spelade i Sveriges näst högsta division upp i två delar. Orsaken till den mångåriga strid som ledde uppdelningen var att pengar som klubbens ungdomslag hade genererat hade fått bekosta främst herrarnas A-lagsverksamhet. Ungdomssektionen av klubben bröt sig därför ut och startade en egen förening under namnet Gimonäs Ungdoms IF vilket innebar att Gimonäs CK:s fotbollsverksamhet fick stora ekonomiska bekymmer och där den enda lösningen för att säkra huvudföreningens fortlevnad var att sälja hemmaarenan Gimoborg till Umeå Kommun. Idag bedriver Gimonäs CK ingen fotbollsverksamhet, men klubben har levt vidare med sin ursprungliga aktivitet cykel som enda tävlingsaktivitet. 
Den 1 december 2007 bytte föreningen namn. Ordet Ungdom i namnet byttes mot Umeå, för att på så sätt ta bort den stämpel som ungdomslag som hamnade på föreningen efter klubbdelningen, utan att föreningens logotyp och matchställ behövde bytas ut. Föreningens policy är dock fortfarande att satsa på ungdomslagen för att nå framgång med representationslagen.[källa behövs]
Den 20 februari 2008 offentliggjorde Svenska Innebandyförbundet sin statistik över landets största innebandyklubbar, räknat i antal licensierade spelare, där GUIF toppade listan för Västerbotten före lag som IBK Dalen och Umeå City IBK. GUIF har senare både tappat och återtagit titeln som Västerbottens och Umeås största innebandyklubb.
2008 nådde herrarnas fotbollslag semifinalen av distriktsmästerskapen där dock dåvarande division 1-laget Ersboda SK blev för svåra och vann med 2–4. Det blev publikrekord för klubben med runt 300 personer på plats.[källa behövs]
Säsongen 2010/2011 tog föreningens innebandysektion ett stort steg då herrarnas representationslag kvalificerade sig till spel i division 1 efter att i stor stil ha vunnit division 2.
Säsongen 2011 tog också damfotbollen ett stort steg då de vann division 4 i mer eller mindre överlägsen stil, bland annat vanns en match med 17-0.
Säsongen 2013/2014 kommer föreningen också att ha ett representationslag i handboll i form av ett damlag i division 2.
Säsongen 2015/2016 avancerar damlaget i handboll till division 1 norra men lyckas inte säkra nytt kontrakt inför  säsongen 2016/2017 och spelar därmed i division 2 norra. Efter en felfri säsong med 18 av 18 möjliga segrar spelar damerna i division 1 norra säsongen 2018/2019. Damlaget lyckas säkra nytt kontrakt vilket leder till spel även säsongen 2019/2020 i division 1 norra.
Säsongen 2016/2017 avancerar herrlaget i handboll till division 2 norra

## Grenar
Föreningen sysslar bland annat med idrotter som fotboll, handboll och innebandy. Damernas representationslag i innebandy spelar i division 3, representationslaget för herrar i innebandy spelar i division 1. Damernas representationslag i fotboll spelar i division 3 och representationslaget för herrar i fotboll spelar i division 4. Damernas representationslag i handboll spelar i division 2 norra, representationslaget för herrar spelar i division 2 norra.

## Verksamheten
Föreningen bedriver nu största delen av sin verksamhet på Ålidhems- och Tomteboområdet och har ett nära samarbete med Iksu som ligger i anknytning till Ålidhöjd i Umeå där bland annat föreningens kansli finns. Eftersom Tomtebo ingår i föreningens stora upptagningsområde som spänner över en stor del av östra Umeå så finns nu ett innebandy- och handbollscenter för föreningen där medan fotbollen har kvar sitt centrum på Ålidhem och den nya konstgräsplan som byggts där.[källa behövs]